# رابرت اترینگتون
رابرت اترینگتون (انگلیسی: Robert Etherington; ۱۹ ژوئن ۱۸۹۹ – ۱۹۸۱ (۸۱−۸۲ سال)) بازیکن فوتبال اهل بریتانیا بود.
از باشگاه‌هایی که در آن بازی کرده‌است می‌توان به باشگاه فوتبال منچستر سیتی و باشگاه فوتبال روترهام یونایتد اشاره کرد.